# Nathaniel Silsbee

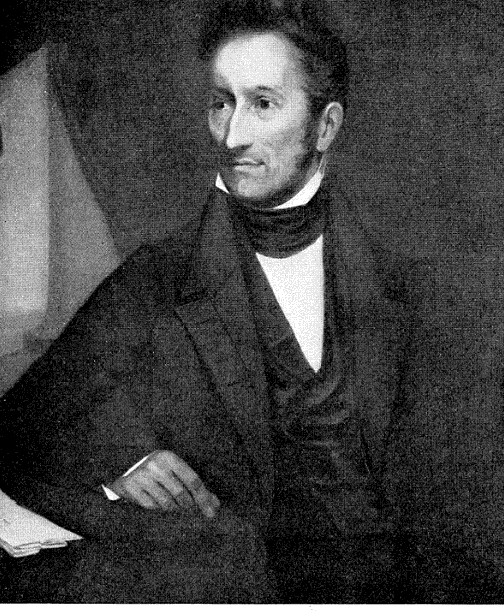
Nathaniel Silsbee

Nathaniel Silsbee (* 14. Januar 1773 in Salem, Province of Massachusetts Bay; † 14. Juli 1850 ebenda) war ein US-amerikanischer Politiker, der den Bundesstaat Massachusetts in beiden Kammern des Kongresses vertrat.
Nach dem Besuch von Privatschulen fuhr Nathaniel Silsbee zunächst zur See, wobei er Kapitän seines eigenen Schiffes wurde und sich als Händler betätigte. In Salem und Boston bekleidete er mehrere lokale Ämter, ehe er im Jahr 1816 als Föderalist ins Repräsentantenhaus der Vereinigten Staaten gewählt wurde. Dort vertrat er vom 4. März 1817 bis zum 3. März 1821 den zweiten Wahlbezirk seines Staates. Zeitweise hatte er den Vorsitz im Ausschuss für Militärpensionen inne. 1820 verzichtete er auf eine Wiederwahl. Stattdessen kandidierte er erfolgreich für das Repräsentantenhaus von Massachusetts, in dem er eine Amtsperiode verbrachte. Von 1823 bis 1825 gehörte er dem Staatssenat an und fungierte als dessen Präsident. Bei den Präsidentschaftswahlen von 1824 war er Wahlmann für John Quincy Adams.
1826 wurde Silsbee für die National Republican Party in den Senat der Vereinigten Staaten gewählt. Dort nahm er am 31. Mai dieses Jahres den Platz des zurückgetretenen James Lloyd ein. Nach einer Wiederwahl konnte er sein Mandat in Washington, D.C. bis zum 4. März 1835 ausüben. Während dieser Zeit wechselte er wie die meisten Nationalrepublikaner zu den Whigs. Von 1833 bis 1835 führte er den Vorsitz im Handelsausschuss. Seine letzte politische Aktivität übte er als Wahlmann bei den Präsidentschaftswahlen von 1836 aus, wobei er seine Stimme für den nur in Massachusetts siegreichen Whig-Kandidaten Daniel Webster abgab.
Nathaniel Silsbee zog sich danach aus der Politik zurück und ging seinen Handelsgeschäften nach. Er starb am 14. Juli 1850 in Salem und wurde auf dem dortigen Harmony Grove Cemetery beigesetzt. Sein Sohn Nathaniel schlug ebenfalls eine politische Laufbahn ein und wurde Abgeordneter im Repräsentantenhaus von Massachusetts sowie Bürgermeister von Salem.